# 台南神學院

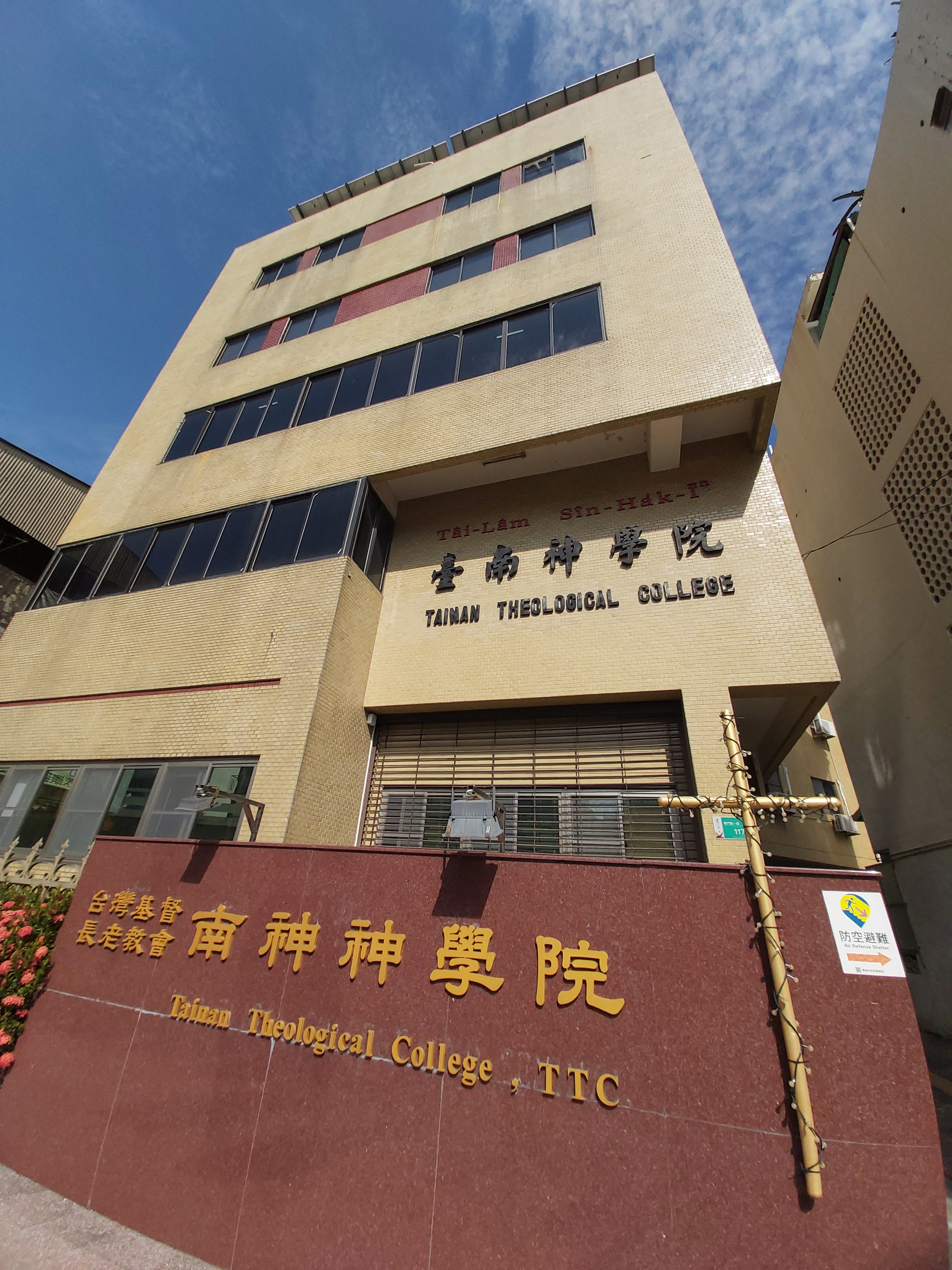
行政大樓「滿雄才館」

台南神學院（簡稱南神）是臺灣南部一間隸屬台灣基督長老教會的神學院，以培育合用的教會牧養神職與事奉人員，來服事眾教會及臺灣社會成為一個合乎上帝旨意的國度為設校宗旨。其創校可追溯至1869年馬雅各醫師及李庥牧師在旗後、府城所設立的「傳道者養成班」 ，1876年巴克禮牧師再將兩者合併為「府城學院」，曾因戰爭而數度停辦。1903年建立現址校舍，1913年更名為「台南神學校」，1948年正名為「台南神學院」，後於2017年奉中華民國教育部核准設立「台灣基督長老教會南神神學院」。

## 沿革

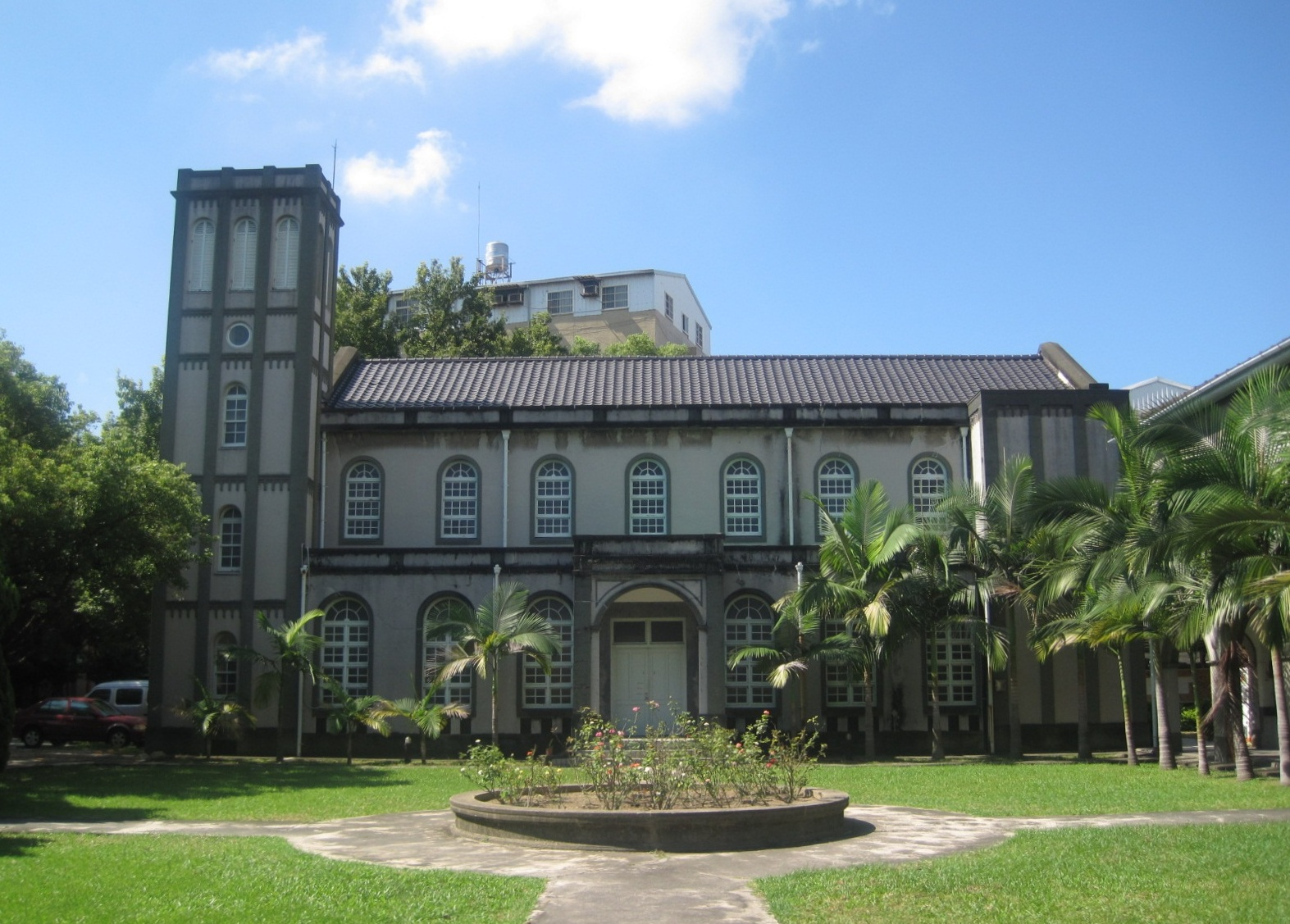
台南神學院禮拜堂

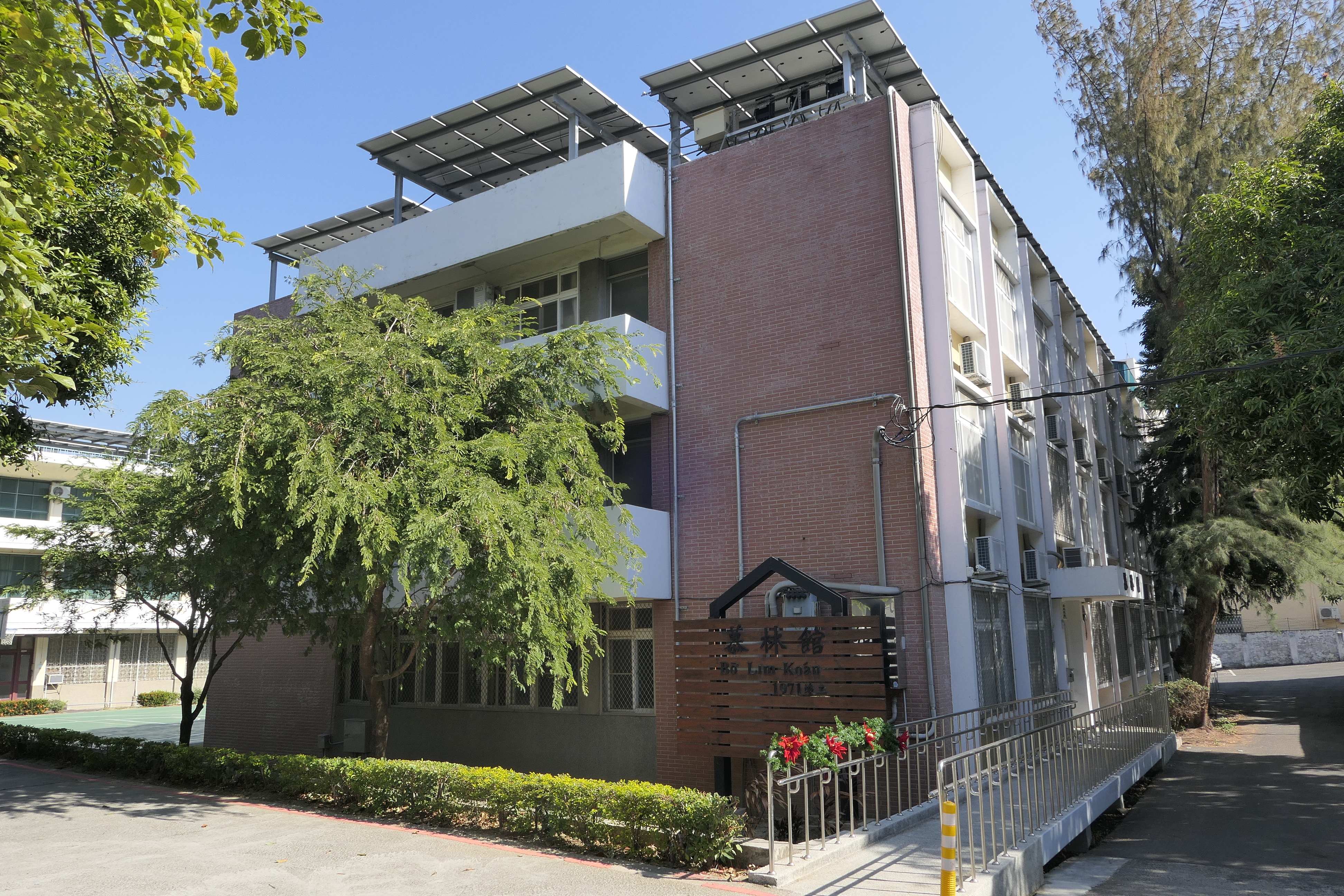
慕林館

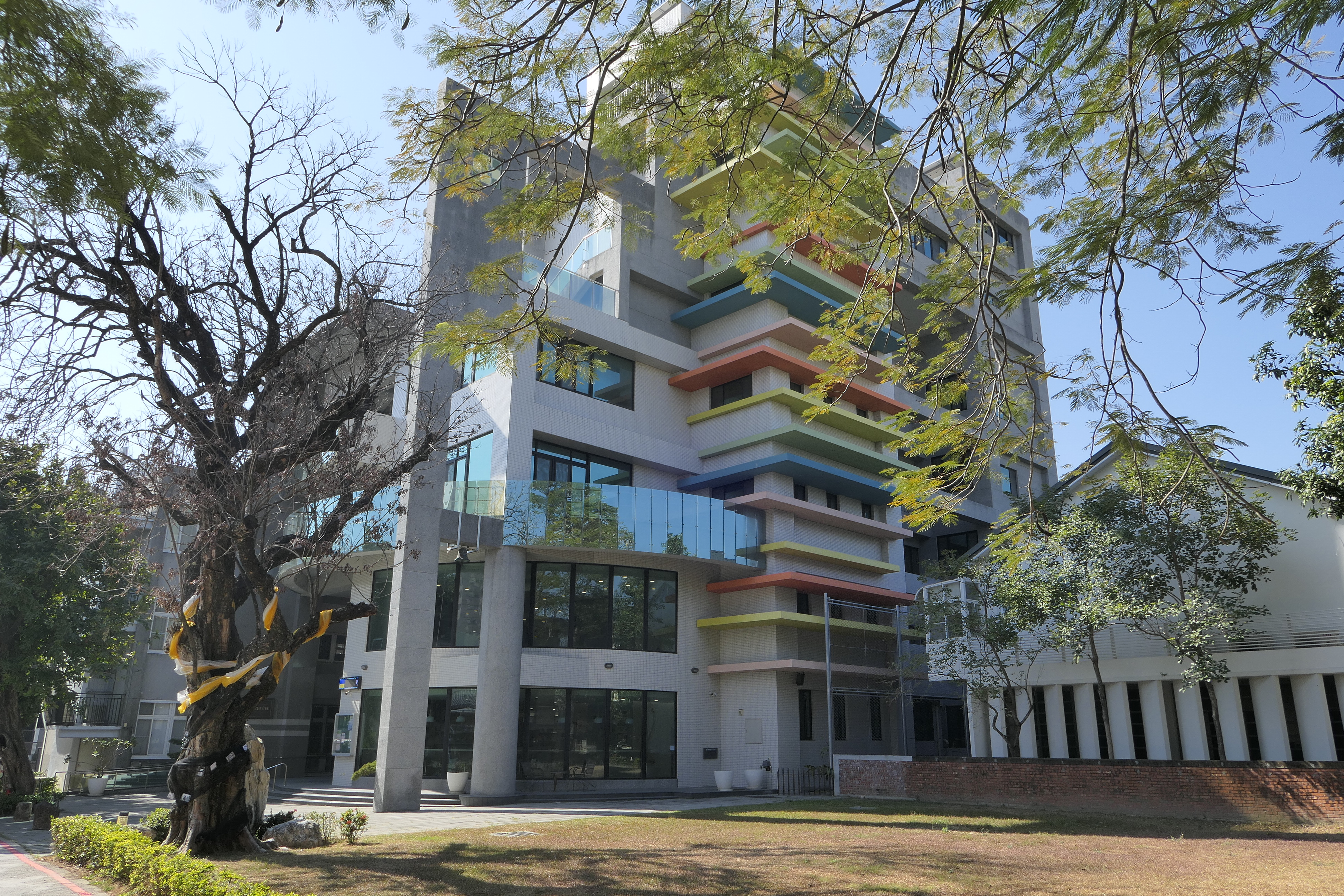
黃彰輝紀念圖書館

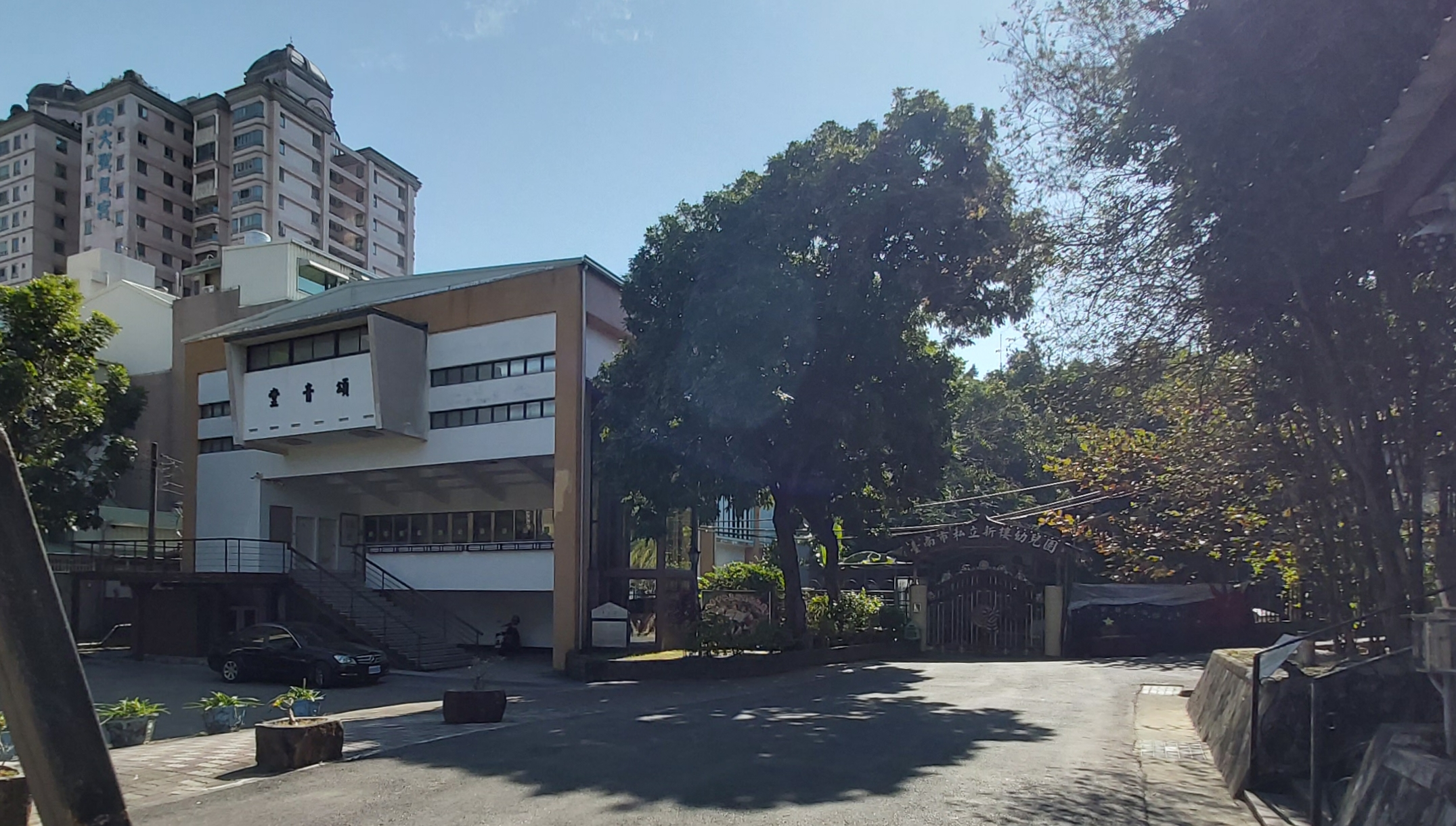
頌音堂與私立新樓幼兒園

1865年英國長老教會差遣馬雅各醫生（Dr. James Maxwell）來台佈道。
1869年因有感於培養本地宣教人才之需要，馬雅各醫生於臺南二老口醫館禮拜堂開辦傳道者速成班、嗣後在臺南及高雄旗后開辦傳教者養成班。
1876年巴克禮牧師（Dr. Thomas Barclay）合併傳道者速成班、傳教者養成班而創辦了「台南大學（神學校）」，是台灣第一所西式大學，當時學生只有10多名、教師3名、教室1座、宿舍1棟（可容15人）。
1884年因清法戰爭法艦封鎖臺灣，學院停辦。至翌年二月續辦。
1895年因甲午戰爭日軍攻佔澎湖，封鎖臺南府城，學院再度停辦，次年復校。此後雖然台灣已割讓給日本，但巴克禮牧師仍要求學生學習羅馬字，並使用全台語上課。
1903年建造新校舍，即現在東門路校址。
1913年改校名為「台南神學校」。
1925年巴克禮牧師退休，由宣教師滿雄才牧師（Rev. W.E. Montgomery）接任院長。
1940年因台南州教育課要求台南神學校比照當時的台北神學校，改由日籍宮內彰牧師接任院長，台南教士會不從而決定於6月11日停辦。
1948年復校並更改校名為「台南神學院」。
1949年滿雄才院長退休，由黃彰輝牧師接任成為首任臺灣人院長。
1998年設立「財團法人台南神學院基金會」積極踏入社會，服務社區。
2012年「財團法人台南神學院基金會」更名為「財團法人台灣基督長老教會南神神學院基金會」並開始籌設「台灣基督長老教會南神神學院」。
2017年獲中華民國教育部同意「台灣基督長老教會南神神學院」立案，神學研究所第1年招收碩士班15名及基督教研究所（含宗教社會工作組、教會音樂組）第1年碩士班招收15名額。
2019年9月28日黃彰輝紀念圖書館新建落成正式啟用，並於同日舉行感恩禮拜。。

## 歷任校長

### 台南神學院院歷任院長
| 任別       | 姓名       | 任期                        |
| ---------- | ---------- | --------------------------- |
| 第1任院長  | 巴克禮牧師 | 1876年至1925年              |
| 第2任院長  | 滿雄才牧師 | 1925年至1949年              |
| 第3任院長  | 黃彰輝博士 | 1949年至1965年              |
| 第4任院長  | 宋泉盛博士 | 1965年至1971年              |
| 第5任院長  | 蕭清芬博士 | 1973年至1986年              |
| 第6任院長  | 張德香博士 | 1986年至1990年              |
| 第7任院長  | 駱維道博士 | 1995年至2002年              |
| 第8任院長  | 黃伯和博士 | 2002年至2007年              |
| 代理院長   | 吳富雅牧師 | 2007年8月1日至2008年7月31日 |
| 第9任院長  | 吳富雅博士 | 2008年8月1日至2012年1月31日 |
| 代理院長   | 王崇堯牧師 | 2012年2月1日至2012年7月31日 |
| 第10任院長 | 王崇堯博士 | 2012年8月1日至2020年7月31日 |
| 第11任院長 | 胡忠銘博士 | 2020年8月1日至2028年7月31日 |

### 台灣基督長老教會南神神學院歷任校長
| 任別      | 姓名       | 任期                         |
| --------- | ---------- | ---------------------------- |
| 第1任校長 | 王崇堯博士 | 2017年6月22日至2021年7月31日 |
| 第2任校長 | 胡忠銘博士 | 2021年8月1日至2025年7月31日  |
| 第3任校長 | 胡忠銘博士 | 2025年8月1日至2029年7月31日  |

## 校區
- 台南校區（校本部）：位於台南市東安坊文化園區裡面
- 深水校區[5]：位於高雄市燕巢區

## 學術單位
【台南神學院】（主管機關為內政部）
- 神學研究所
- 道學碩士班
- 文學碩士班
- 牧範學博士班
- 教會音樂碩士班
- 宗教社會工作碩士班
- 東南亞神學研究院（碩士班、博士班）

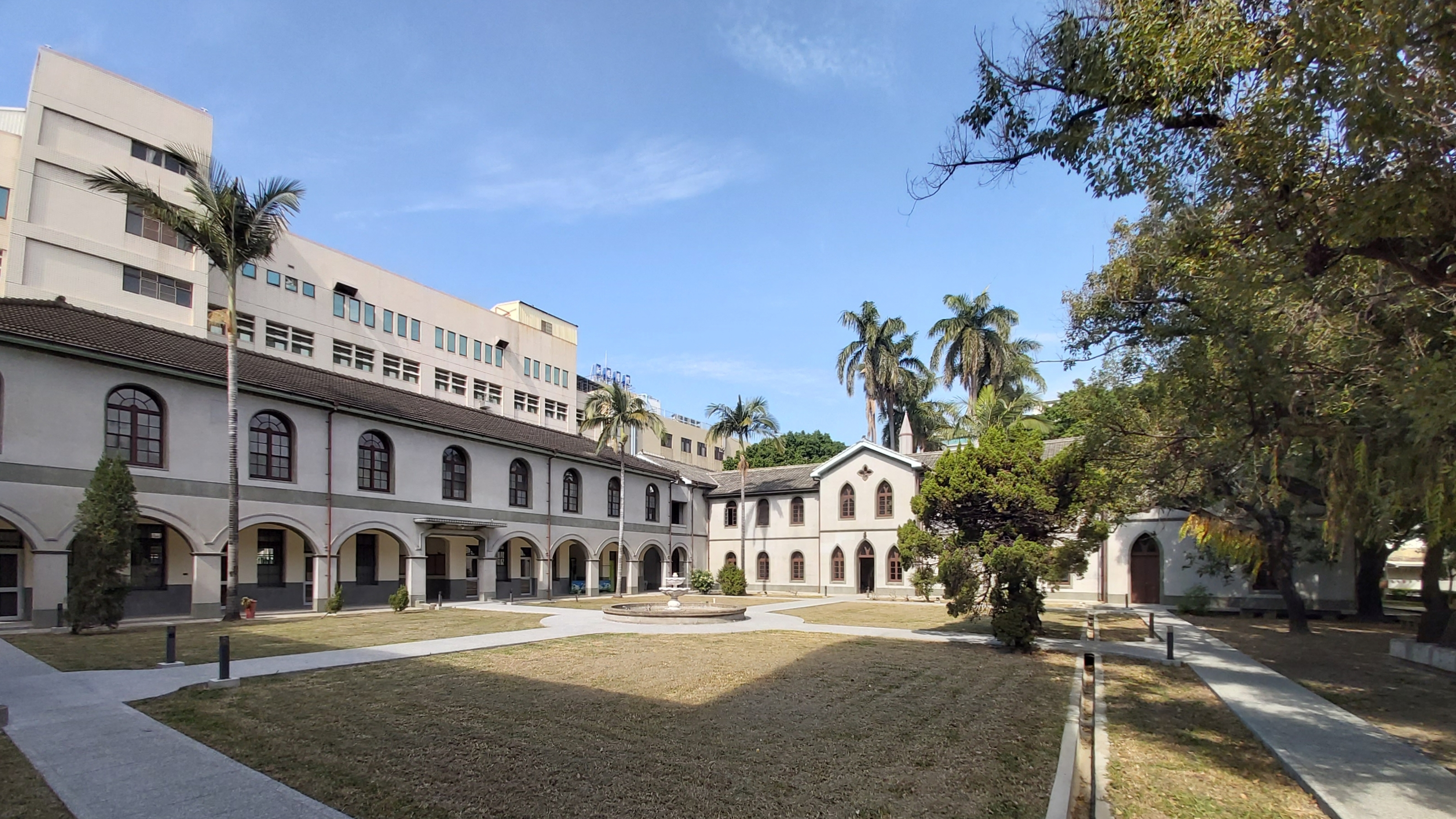
神學研究所與基督教研究所（圖左建物），位於巴克禮樓之側

【台灣基督長老教會南神神學院】（主管機關為教育部）
- 神學研究所[6]
- 基督教研究所[7]

## 市定古蹟

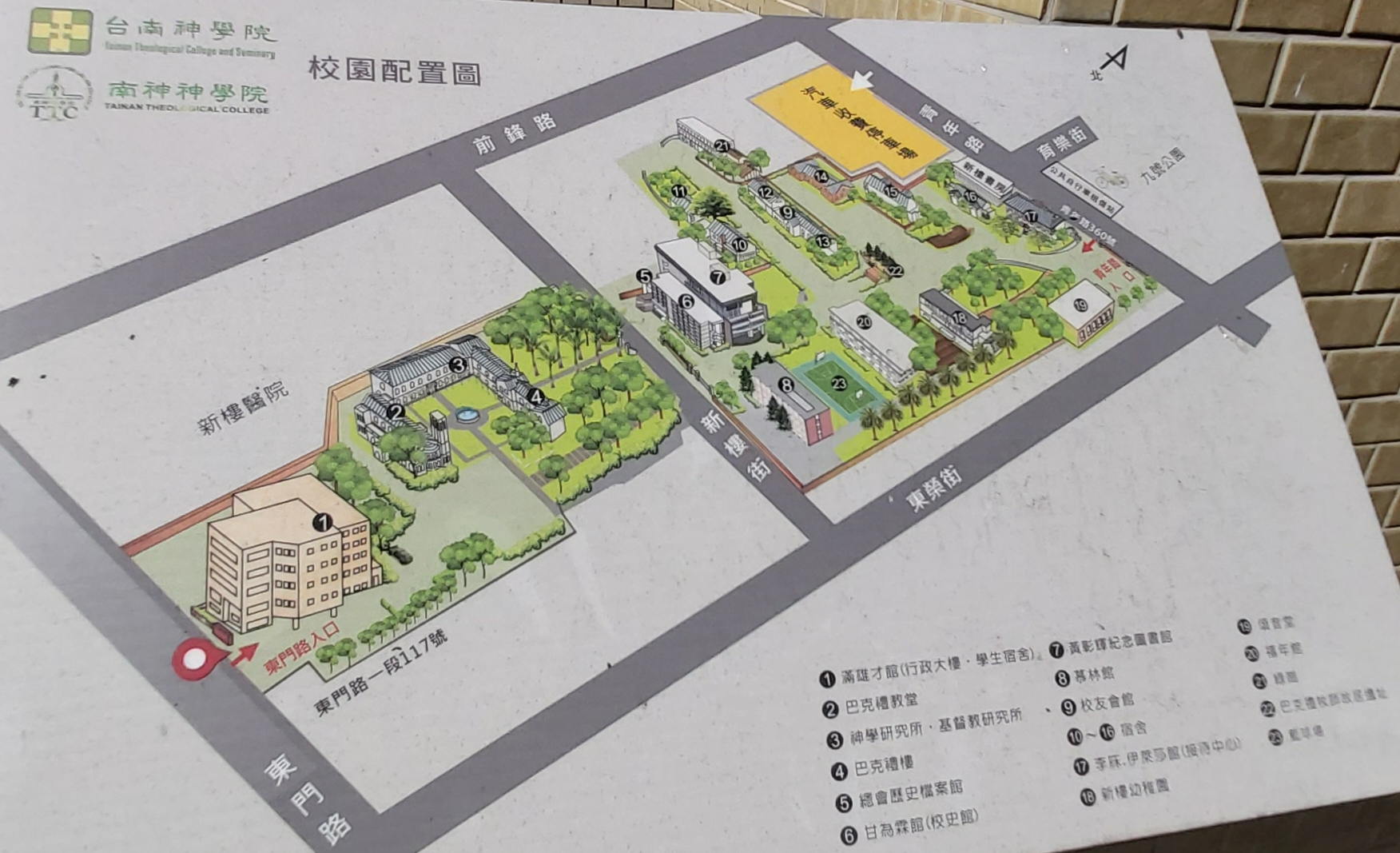
校區配置圖

「原臺南神學校校舍暨禮拜堂」是在臺灣日治時期所建的校舍，也就是今天的巴克禮紀念館與禮拜堂於2002年獲指定為臺南市市定古蹟。（但其實禮拜堂並非日治時期的建築，而是1950年代所建。）
惟因年久建物材料劣化、禮拜堂塔樓漏水、外牆洗石子粉刷多處龜裂、木門窗腐朽嚴重，有辦理修復工程之必要，為了再現古蹟風華，台南市政府文化局與台南神學院啟動修復工程，古蹟修復工程開工禮拜於2021年10月27日下午舉行，預計將於2024年4月完工。原台南神學校校舍暨禮拜堂修復工程由張玉璜建築師事務所設計監造、大順營造有限公司承攬施工，工期900日曆天，發包金額4800萬元，由文化部補助70％，市府負擔25％，學校自籌5%。

## 知名校友
- 高俊明
- 黃彰輝
- 黃武東
- 蕭朝金
- 黃伯和
- 謝緯
- 鄭國忠
- 蕭清芬
- 林和引

## 歷年日間部師生比及新生註冊率
- 112學年度日間部學生人數59，專任老師人數10，日間部師生比5.9（學生數/老師數）。[8]

- 112學年度新生註冊率82.61%。
- 113學年度新生註冊率95.45%。

## 外部連結
- 台灣基督長老教會台南神學院 （页面存档备份，存于）
- 台南神學院的Facebook專頁
- 臺南神學院 臺灣基督長老教會在Flickr上的页面
- YouTube上的台灣基督長老教會台南神學院頻道
- 台灣基督長老教會南神神學院 （页面存档备份，存于）
- 台灣基督長老教會 （页面存档备份，存于）